# The Girlie Show: Live Down Under
The Girlie Show: Live Down Under este un album pop al cântăreței americane Madonna. Videoclipurile au fost filmate în Sydney, Australia, pe data de 19 noiembrie 1993. Albumul s-a lansat pe 25 aprilie 1994, de către Warner Music Vision, Warner Reprise Video și Maverick Records.